# Купен (област Габрово)
 За другото българско село вижте Купен (Област Смолян).  
Купèн е село в Северна България, община Севлиево, област Габрово.

## География
Село Купен се намира на около 17 km запад-югозападно от центъра на град Габрово, 19 km южно от град Севлиево и 16 km изток-североизточно от град Априлци. Разположено е между северозападните разклонения на Шипченска планина от юг и изток (рида Осениковец) и Черновръшкия рид от север, в долината на река Маришница, ляв приток на река Росица, при вливането в Маришница от север на река Голищица.
Общински път свързва селото на северозапад през село Тумбалово със село Стоките, където прави връзка с третокласния републикански път III-6072. Надморската височина в Купен на пътя при моста на река Голищица е 453 m, при църквата е около 444 m и значително нараства на север.
Населението на село Купен, наброявало 494 души при преброяването към 1934 г., намалява до 93 към 1985 г., 37 към 2001 г. и 24 души (по текущата демографска статистика за населението) към 2019 г.

## История
Към 1934 г. към махала Купен спадат махалите Гушевци, Имилево и Кладев рът.
През 1978 г. дотогавашното населено място махала Купен придобива статута на село.
Начално училище в село Купен е открито, вероятно, през учебната 1878/1879 г. Сградата на училището е построена през 1895 г. Като Народно начално училище то действа, вероятно, до към учебната 1970/1971 г.
Документи за Народното читалище „Просвета“ – село Купен от периода 1944 – 1976 г. се съхраняват в държавния архив – Габрово.
През март 1929 г. Купенското Църковно настоятелство взема решение да бъде построена църква в махала Купен. Храмът е завършен през 1934 г. и в него започва да се извършва богослужение.

## Население
Преброяване на населението през 2011 г.
Численост и дял на етническите групи според преброяването на населението през 2011 г.:
|                     | Численост | Дял (в %) |
| Общо                | 30        | 100,00    |
| Българи             | 30        | 100,00    |
| Турци               | 0         | 0,00      |
| Цигани              | 0         | 0,00      |
| Други               | 0         | 0,00      |
| Не се самоопределят | 0         | 0,00      |
| Неотговорили        | 0         | 0,00      |

## Обществени институции
Село Купен към 2020 г. е в кметство Стоките.
В селото има православна черква „Света Параскева“. Храмът е построен през 1929 година. През 2025 година започва кампания за спасяване на черквата поради тежкото ѝ състояние - покривът тече, градоредът на тавана изгнива на много места, а една от камбанариите пропада.